# Savona (província)
A província de Savona é uma província italiana da região de Ligúria com cerca de 270 825 habitantes, densidade de 175 hab/km². Está dividida em 69 comunas, sendo a capital Savona.
Faz fronteira a norte e a oeste com o Piemonte (província de Cuneo, província de Asti e província de Alexandria), a este com a província de Génova, a sul com o mar da Ligúria e a oeste com a província de Impéria.